# Siervas del Santísimo Sacramento
La Congregación Siervas del Santísimo Sacramento es una congregación religiosa católica femenina de derecho pontificio, fundada por el sacerdote venezolano Juan Bautista Castro, el 7 de septiembre de 1896, en Caracas. A las religiosas de este instituto se les conoce como Siervas del Santísimo Sacramento y posponen a sus nombres las siglas S.Smo.S.

## Historia
Antes de ser nombrado arzobispo de Caracas (en 1904), el sacerdote Juan Bautista Castro fundó en la misma ciudad, el 7 de septiembre de 1896, la congregación Siervas del Santísimo Sacramento, con el fin de glorificar la Eucaristía y de la educación cristiana de los jóvenes, a través de la catequesis, la asistencia espiritual y obras sociales. La primera superiora general fue Carmelina Rodríguez, elegida en 1910. El instituto fue aprobado por la Santa Sede el 27 de enero de 1930.

## Organización
La Congregación Siervas de Santísimo Sacramento es un instituto religioso centralizado, de derecho pontificio, cuyo gobierno recae en la Superiora general, coadyuvada por su consejo. El gobierno es elegido para un periodo de seis años. La casa general se encuentra en Caracas.
Las religiosas siervas se dedican a la educación y formación cristiana de la juventud, su espiritualidad se fundamenta en la adoración eucarística y tienen una marcada vida de contemplación. En 2015 eran unas 150 religiosas, poseían unas 27 comunidades y estaban presentes Chile, Colombia y Venezuela.